# 土塔町
土塔町（どとうちょう）は、大阪府堺市中区にある町名。丁番を持たない単独町名である。住居表示は未実施。行基が建立した大野寺跡の土塔（国の史跡）が、町名の由来である。

## 地理
中区の北部に位置し、南東に福田、南に深井畑山町、南西に深井東町、西に深井水池町、北西に土師町、北東に新家町と接している。
海岸近傍平野部から一段高い洪積台地、または段丘と呼ばれる台地上に位置する。この台地は、洪積世に扇状地や氾濫原、または浅い海底であったものが、地盤の隆起によって台地化したものと考えられ、また、大地の隆起とともに、海面の低下による海退も原因とされる。台地の分類を低位、中位、高位の三段階に分類した場合、中位台地に相当する。

### 池
- 菰池

## 世帯数と人口
2020年（令和2年）3月31日現在（堺市発表）の世帯数と人口は以下の通りである。
| 町丁   | 世帯数    | 人口    |
| ------ | --------- | ------- |
| 土塔町 | 2,921世帯 | 7,266人 |

### 人口の変遷
国勢調査による人口の推移。
| 1995年（平成7年）  | 3,675人 | [ 8 ]  |  |
| 2000年（平成12年） | 5,097人 | [ 9 ]  |  |
| 2005年（平成17年） | 6,141人 | [ 10 ] |  |
| 2010年（平成22年） | 6,776人 | [ 11 ] |  |
| 2015年（平成27年） | 7,141人 | [ 12 ] |  |

### 世帯数の変遷
国勢調査による世帯数の推移。
| 1995年（平成7年）  | 1,083世帯 | [ 8 ]  |  |
| 2000年（平成12年） | 1,666世帯 | [ 9 ]  |  |
| 2005年（平成17年） | 1,980世帯 | [ 10 ] |  |
| 2010年（平成22年） | 2,222世帯 | [ 11 ] |  |
| 2015年（平成27年） | 2,380世帯 | [ 12 ] |  |

## 学区
市立小・中学校に通う場合、学区は以下の通りとなる。
| 番・番地等                                                                           | 小学校               | 中学校               |
| ------------------------------------------------------------------------------------ | -------------------- | -------------------- |
| 1〜1930番地、1960〜1978番地 1980〜1981番地、1995-1 1995-5〜2044-47 2044-49〜3414番地 | 堺市立東百舌鳥小学校 | 堺市立東百舌鳥中学校 |
| 1931〜1959番地、1979番地 1982〜1994番地、1995-2〜4 2044-48番地                       | 堺市立土師小学校     | 堺市立東百舌鳥中学校 |

## 事業所
2016年（平成28年）現在の経済センサス調査による事業所数と従業員数は以下の通りである。
| 町丁   | 事業所数  | 従業員数 |
| ------ | --------- | -------- |
| 土塔町 | 128事業所 | 1,607人  |

## 交通

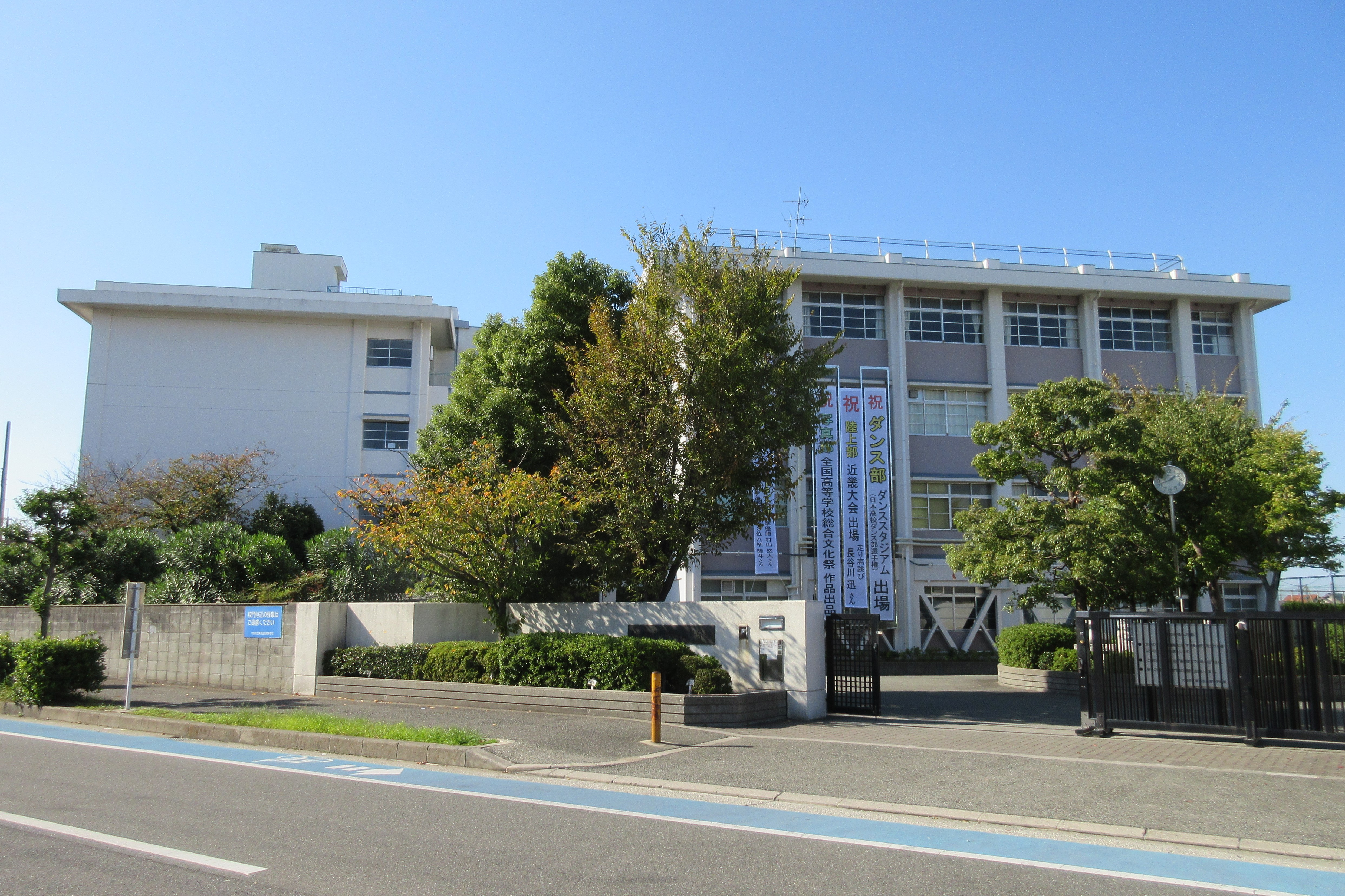
大阪府立東百舌鳥高等学校

- 大阪府道197号深井畑山宿院線
- 大阪府道199号西鳳東線

## 施設
- 大阪府立東百舌鳥高等学校
- 堺市立東百舌鳥小学校
- 土塔
- 霜野家住宅

## その他

### 日本郵便
- 郵便番号 : 599-8234[3]（集配局：堺中郵便局[16]）。